# Tchaourou
Tchaourou est la plus vaste commune du Bénin. Elle abrite des populations de diverses ethnies, principalement les Baribas (Baatɔmbu), les Nagos et les Peuls. C'est la commune d'origine du président Yayi Boni, président du Bénin (2006-2016). Tchaourou est une commune essentiellement agricole. Cependant, des activités de vente illicites de carburant, connu sous le nom de kpayo, se sont développées dans la région, compte tenu de sa proximité avec le grand voisin pétrolier, le Nigeria.

## Histoire

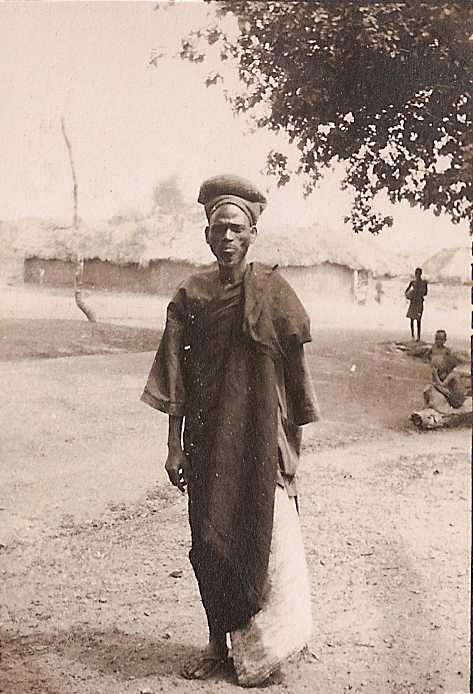
Chef Tchaourou 1932

Tchaourou était jadis l'une des destinations les plus appréciées des transhumants peuls en provenance du Nord du pays ou des pays limitrophes du Nord (Niger, Burkina Faso, Nigeria). En conséquence de cette migration saisonnière, plusieurs arbres fourragers comme le Khaya senegalensis, Afzelia africana, qui ont été fréquents, sont à présent très rares dans la commune. Toutefois, la disparition de ces très utiles espèces d'arbres, est due à l'action combinée de l'agriculture itinérante sur brûlis, de l'exploitation de leurs bois, un bois d'œuvre très prisé, de ses écorces pour la médecine traditionnelle et de l'émondage par les bergers peuls.
A la fin des années 1890, Tchaourou est le lieu de la base militaire coloniale de Carnotville.
Avec l'arrivée du chemin de fer, la ville s'est formée comme la porte d'entrée du grand Borgou. Les Pères de la Société des missions africaines ouvrent une mission en 1930.

## Géographie

### Climat
La commune de Tchaourou est dotée d'un climat de savane de type Aw selon la classification de Köppen, avec une température annuelle moyenne de 26,8 °C et des précipitations d'environ 1 023,6 mm par an, beaucoup plus importantes en été qu'en hiver.

### Végétation

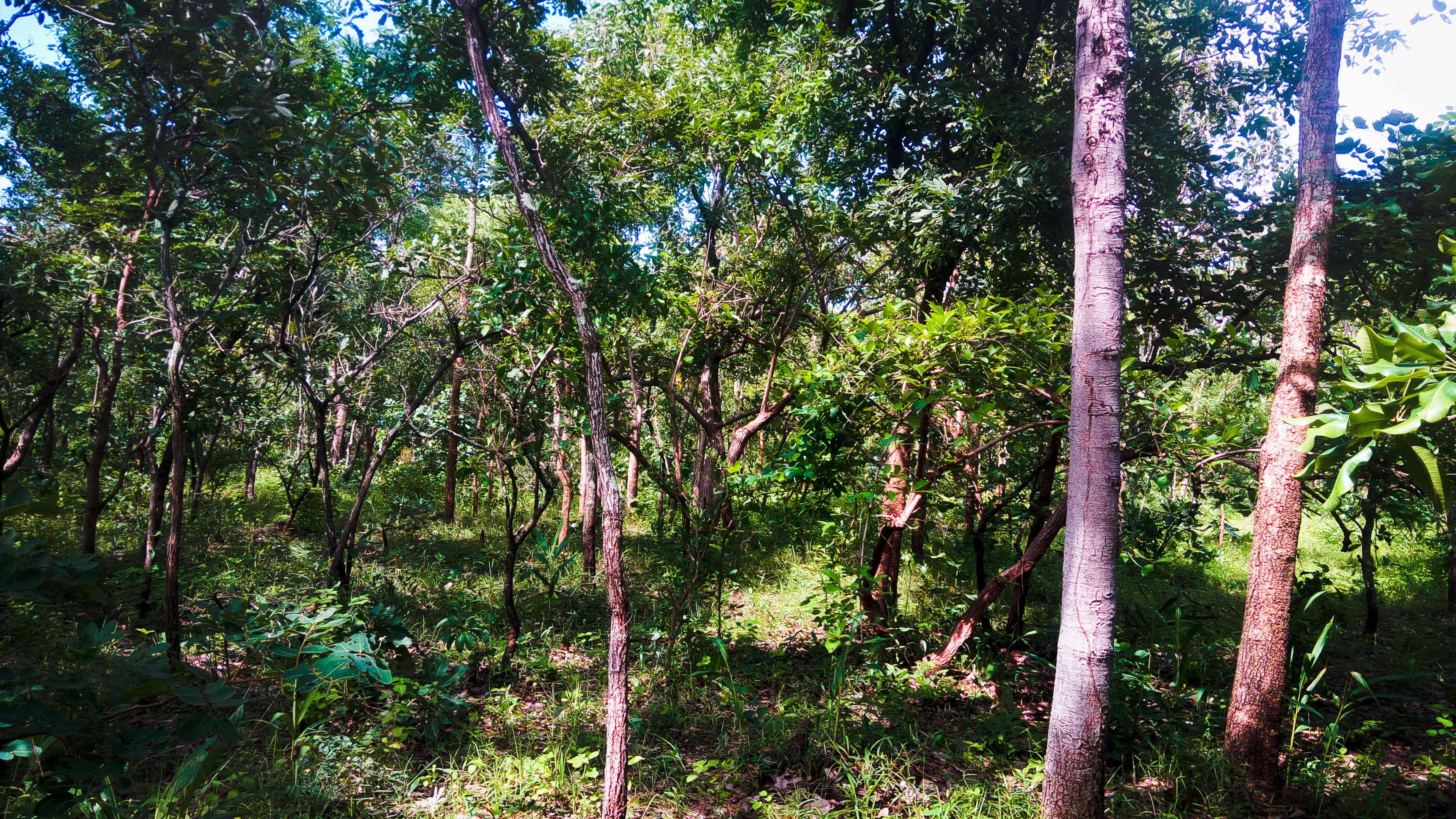
Forêt Oouémé-supérieure de Tchaourou.

Tchaourou se trouve dans une zone de savane arborée et arbustive, comportant quelques forêts semi-décidues et galeries forestières qui couvrent 25 % de la superficie totale de la commune. Plusieurs forêts classées se trouvent sur son territoire : la forêt de Nano, la forêt de Wari-Maro, la forêt de Tchatchou Gokana, la forêt de Tchaourou et la forêt d’Alafiarou-Bétérou.

Plantes médicinales récoltées à Tchaourou.
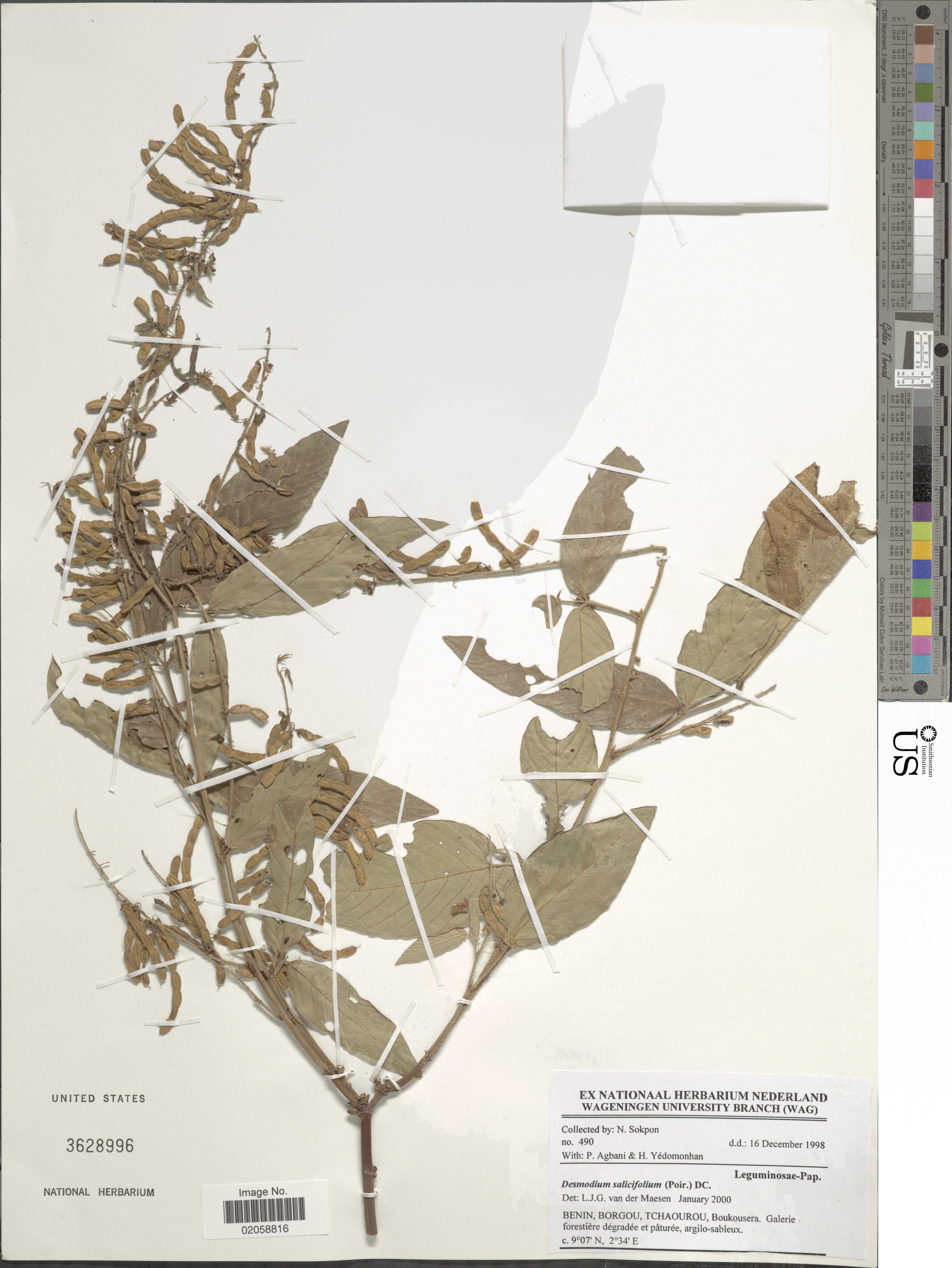
Desmodium salicifolium.
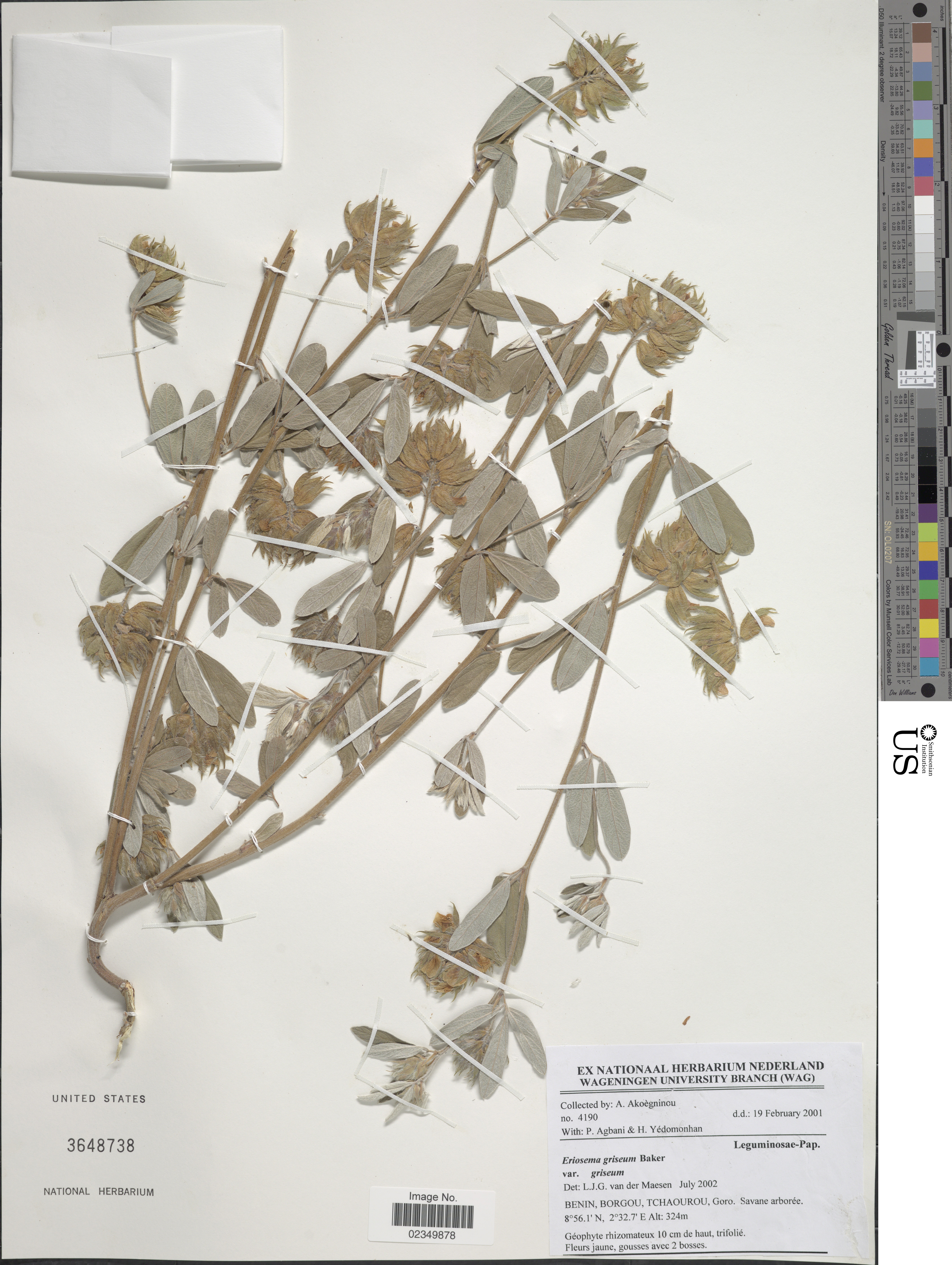
Eriosema griseum.
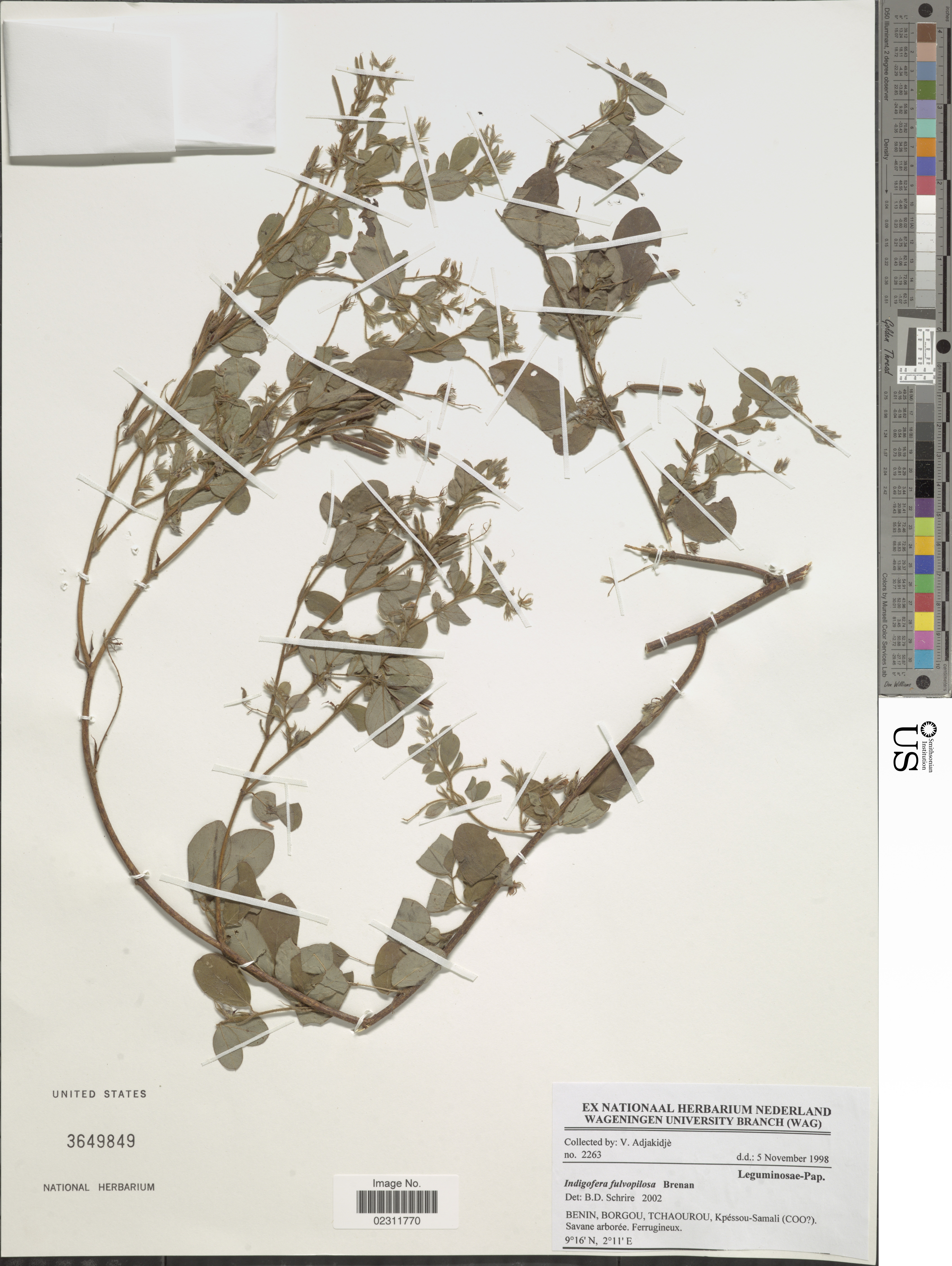
Indigofera fulvopilosa.
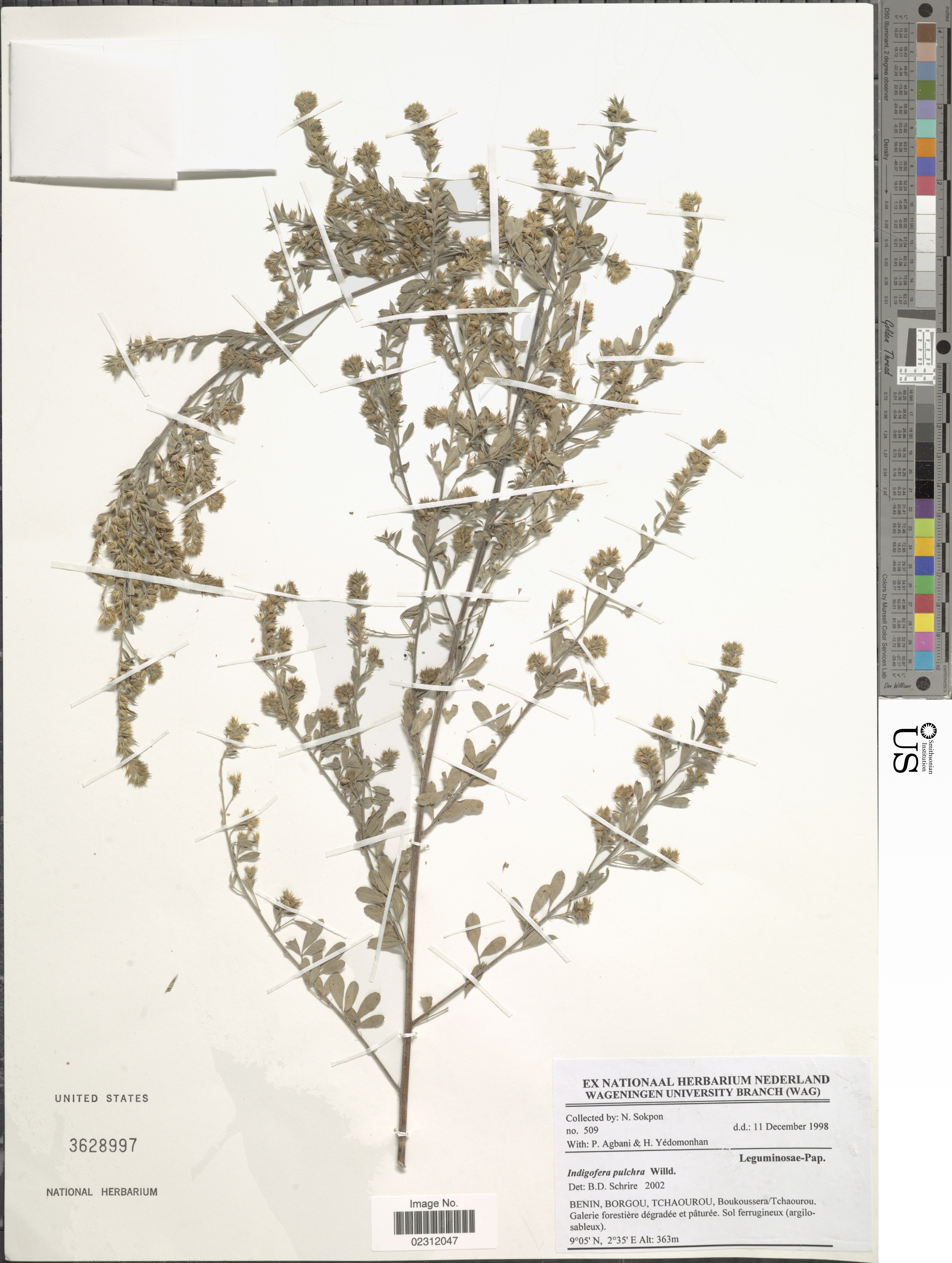
Indigofera pulchra.
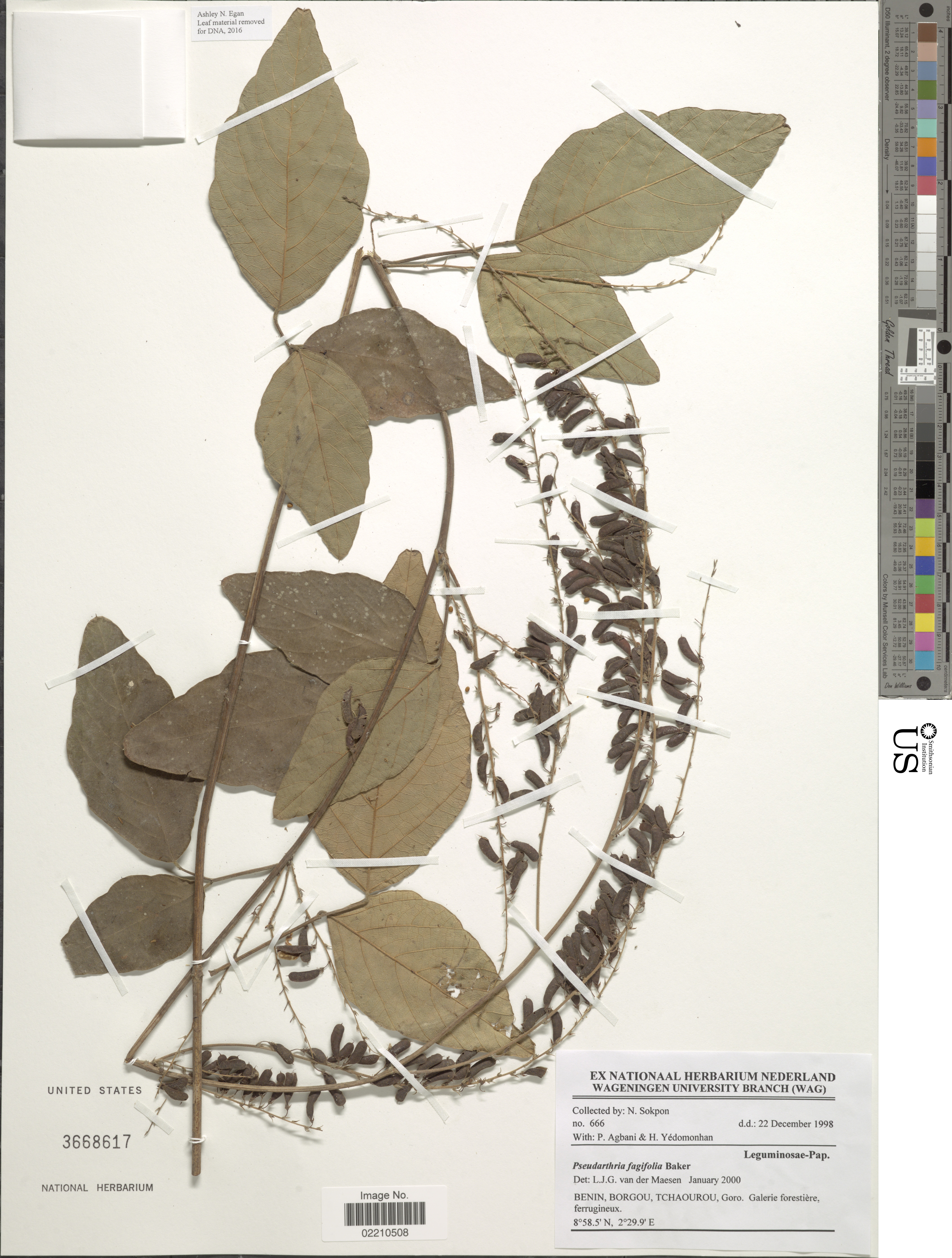
Pseudarthria fagifolia.
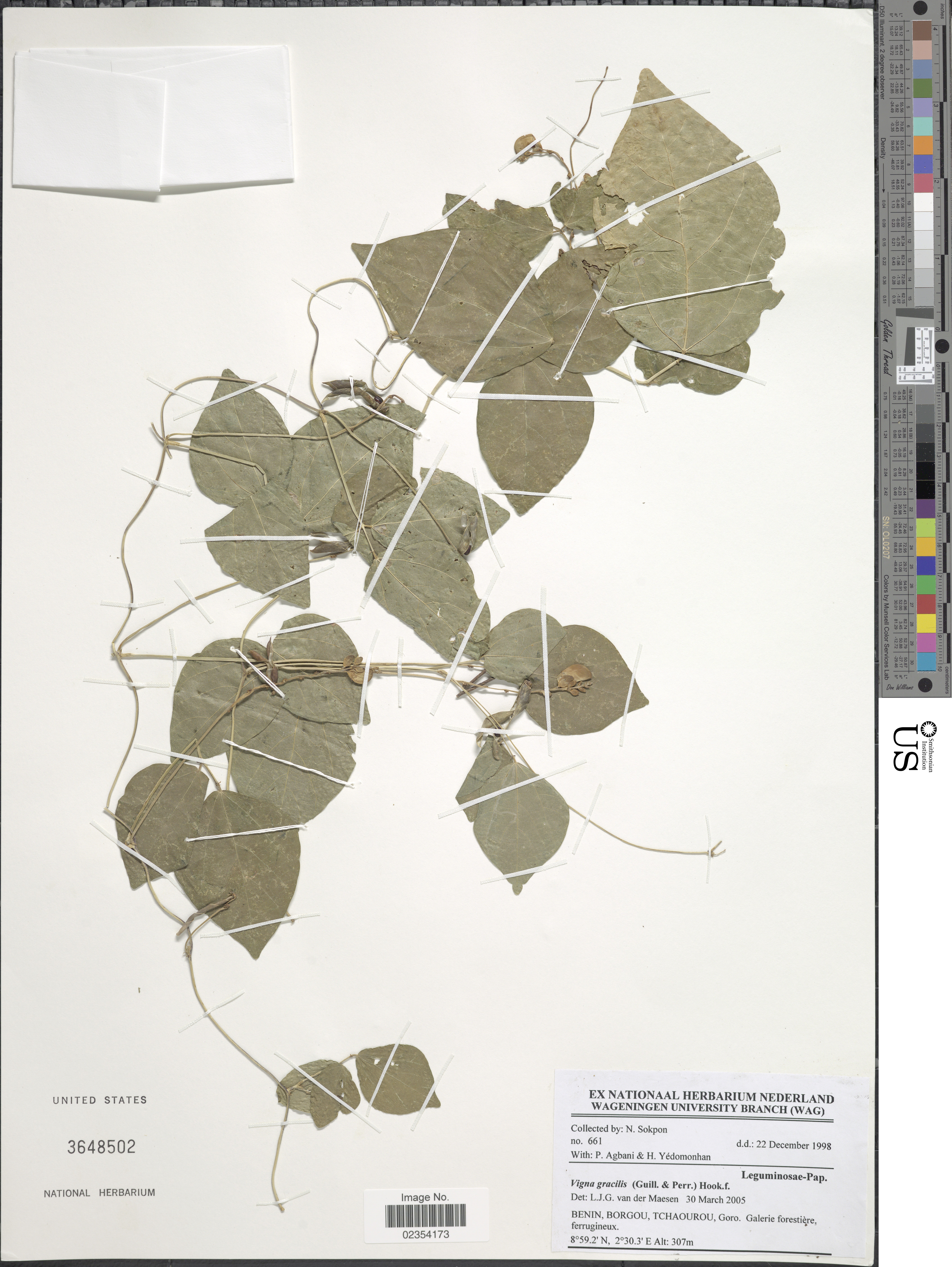
Vigna gracilis.

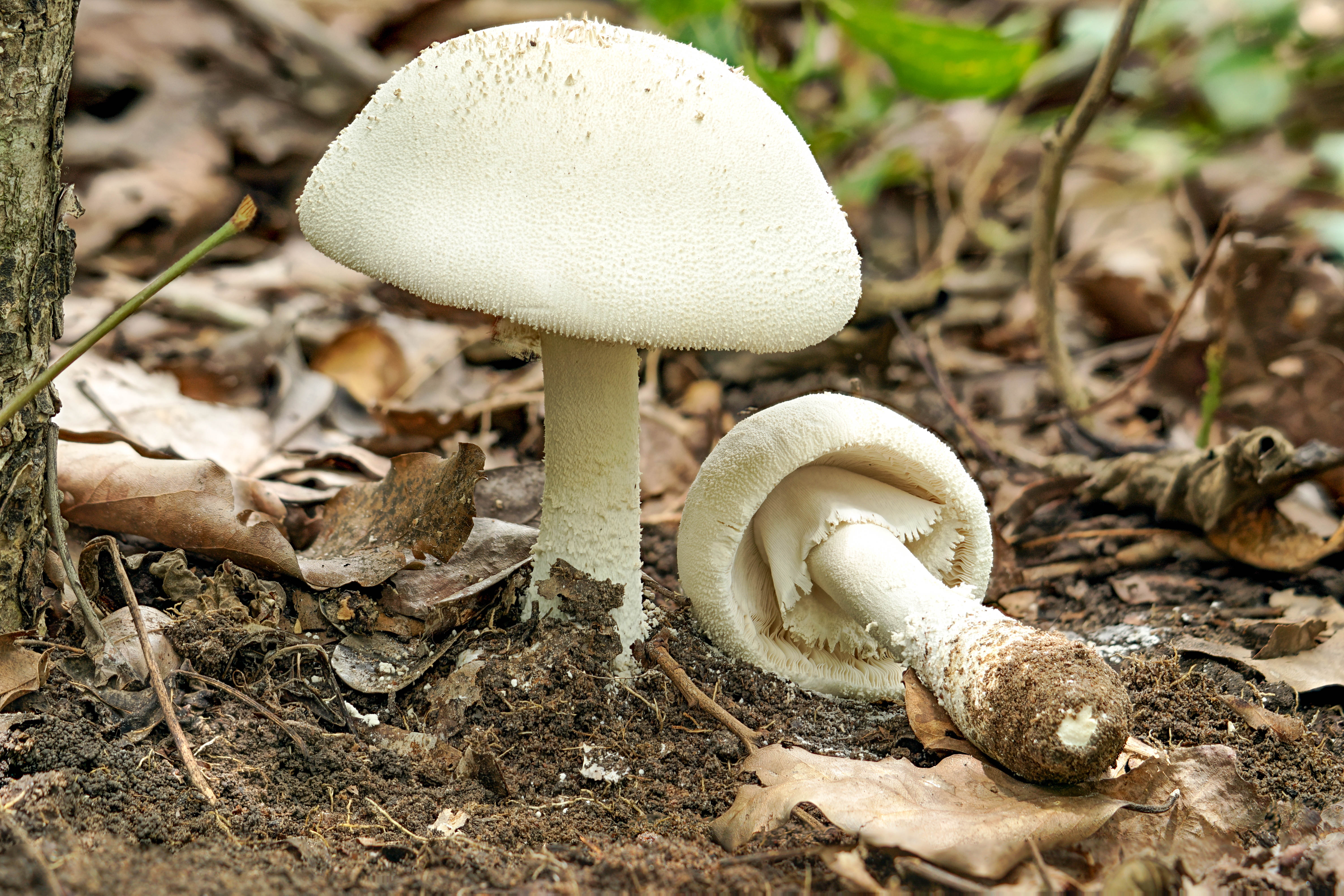
Amanita strobiliformis.

### Population
Lors du recensement de 2013 (RGPH-4), la commune comptait 223 138 habitants. L'ethnie principale est celle des Yoroubas.

## Subdivisions
La commune est constituée de 7 arrondissements, eux-mêmes subdivisés en 5 quartiers et 31 villages.
| Arrondissements | Quartiers et villages |
| --------------- | --------------------- |
| Tchaourou       | 16                    |
| Alafiarou       | 8                     |
| Bétérou         | 12                    |
| Goro            | 4                     |
| Kika            | 21                    |
| Sanson          | 10                    |
| Tchatchou       | 16                    |

## Culte
- Paroisse catholique Sainte-Thérèse-de-l'Enfant-Jésus de Tchaourou
- Paroisse catholique Saints-Pierre-et-Paul d'Alafiarou
- Paroisse catholique Sainte-Rita de Tchatchou
- Mosquée central de Tchaourou
- Mosquée central de Tchatchou
- mosquée de goro, Beterou,Sanson,Kika etc

## Galerie de photos

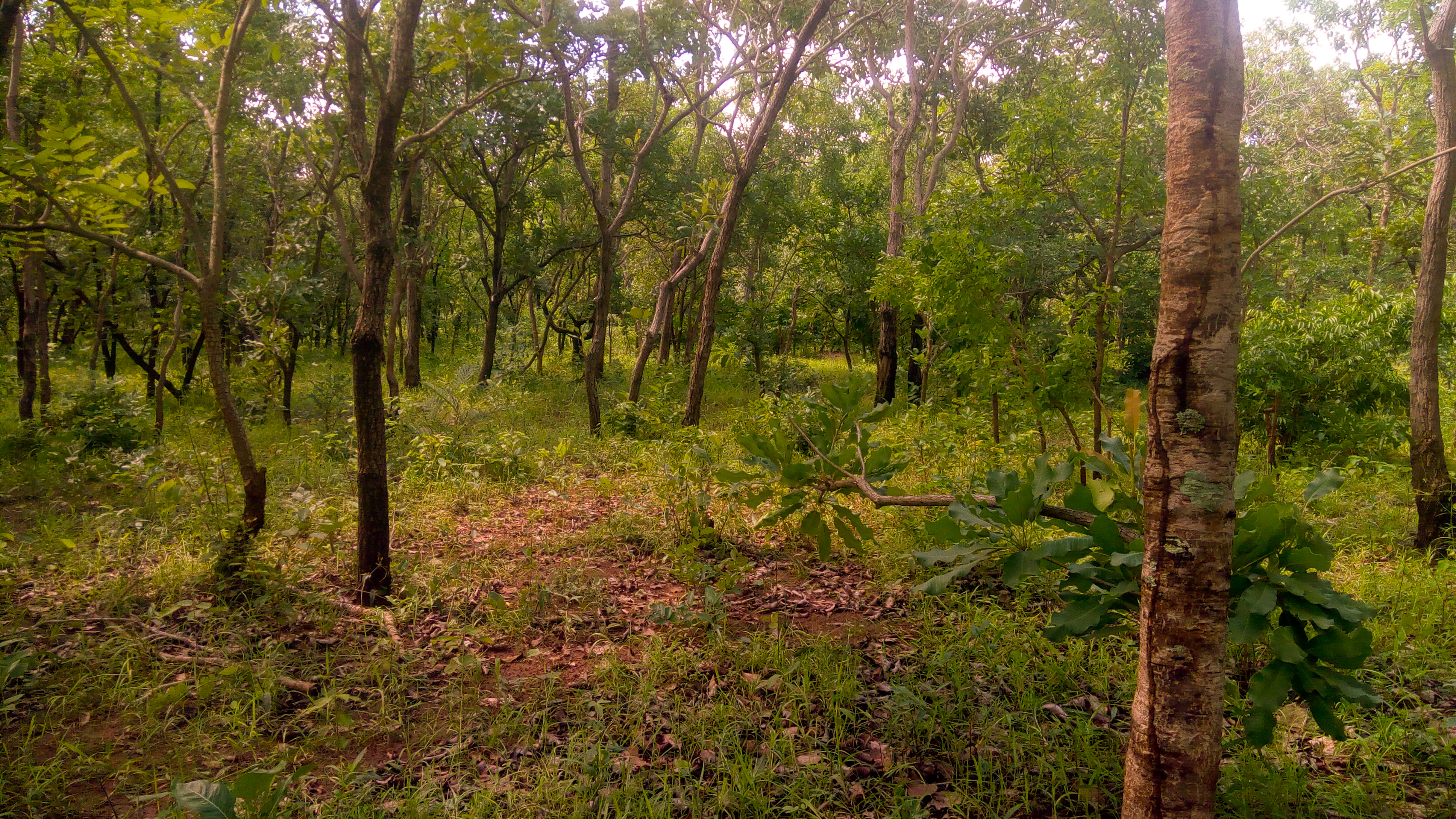
Foret Ouémé-Supérieure de TCHAOUROU
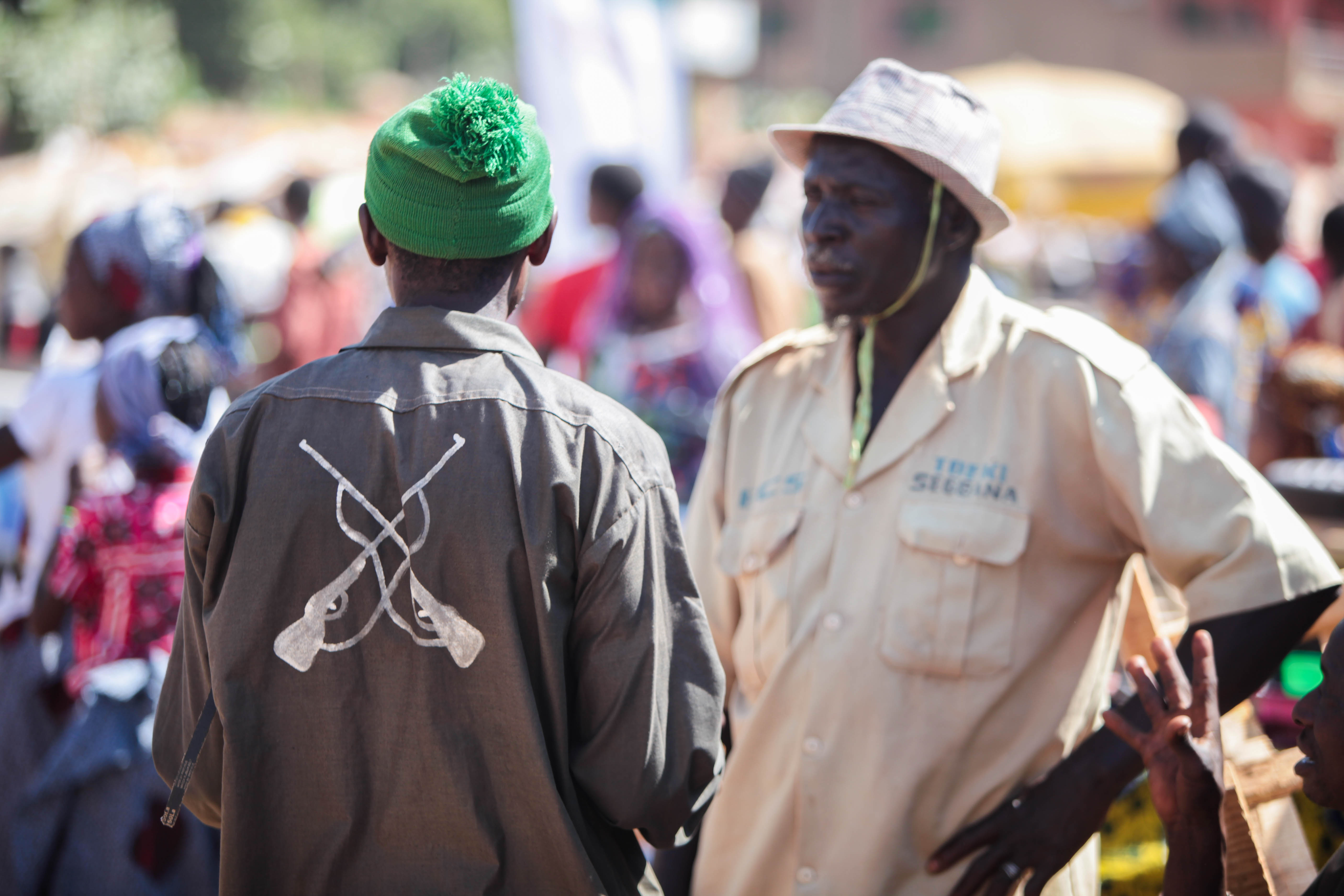
Les chasseurs de Tchaorou dans le centre Benin
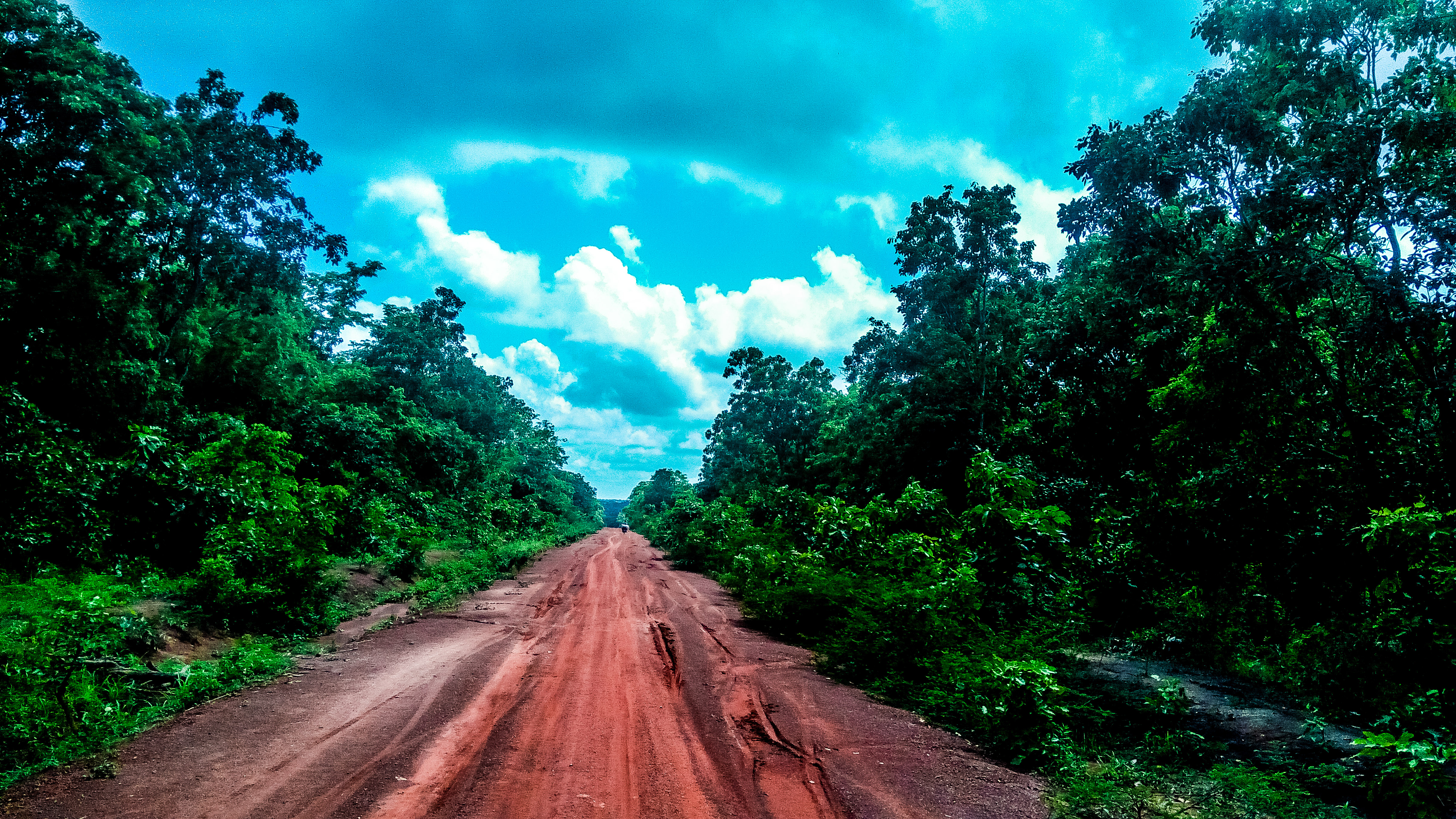
Vue panomarique de la flore bordante la voie
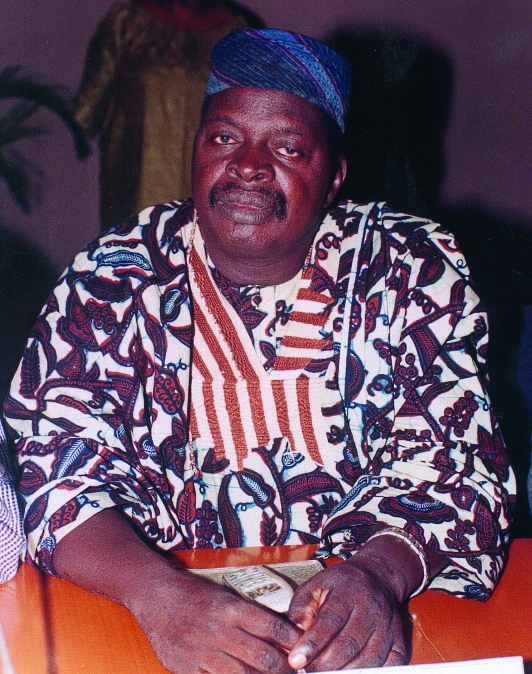
Abou Soulé Biyaou ancien maire de Tchaourou
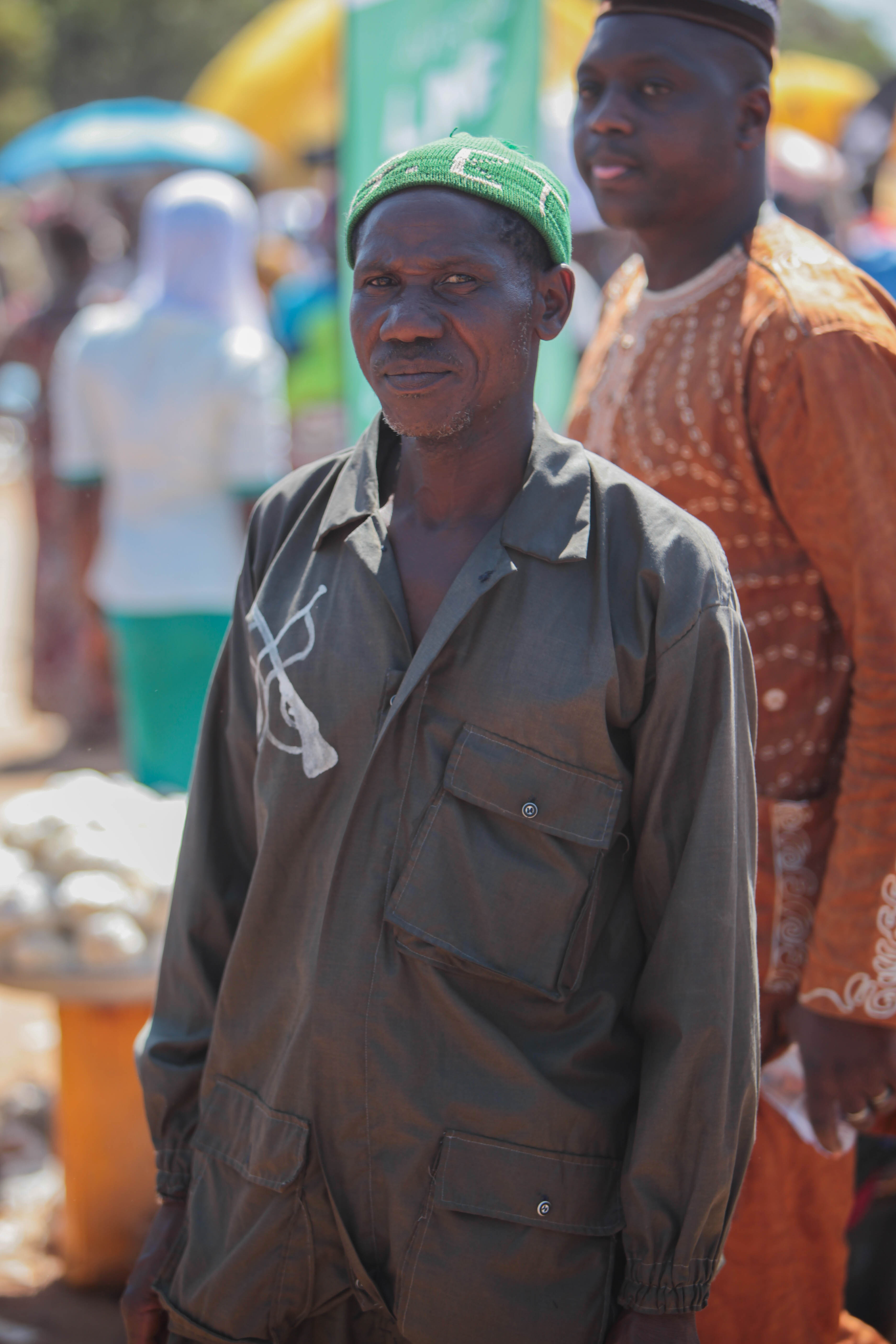
Les chasseurs de Tchaourou dans le centre Benin